# 해서파관

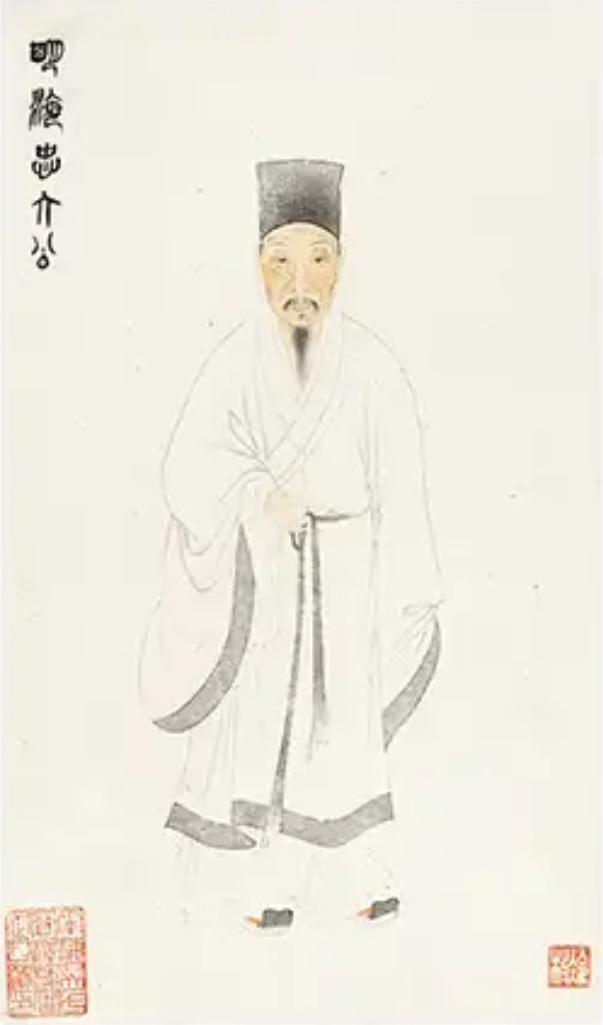
희곡 《해서파관》의 주인공인 해서

《해서파관》(중국어 간체자: 海瑞罢官, 정체자: 海瑞罷官, 병음: Hǎi Ruì bà guān 하이루이바관[*])은 중국의 역사가인 우한(吳晗)이 1959년부터 집필하여 1961년에 완성한 경극 희곡이다. "해서가 관직에서 물러나다."라는 뜻을 갖고 있으며 문화대혁명 시기에 중국의 정치에 관여한 것으로 유명한 희곡이기도 하다.

## 배경
이 희곡을 집필한 우한은 명나라의 역사 연구에 초점을 맞춘 역사가이자 베이징시 부시장을 역임한 정치인이었다. 1959년, 우한은 가정제(嘉靖帝)를 비판한 죄로 투옥된 명나라의 관리인 해서(海瑞)의 생애에 관심을 갖게 되었다. 우한은 해서의 생애와 명나라 황제에 대한 두려움 없는 비판에 대해 여러 글을 썼고 1961년에 경극 희곡 《해서파관》을 완성하기 전까지 여러 차례 수정하였다.
이 연극은 정직한 관리가 자신의 경력을 희생하여 백성들의 불만을 황제에게 전달하는 비극이다. 이 연극에서는 해서를 황제와의 접견을 요청하는 유능한 치안 관리로 묘사한다. 그리고 나서 해서는 가정제가 정부의 다른 관리들에 의해 자행된 부패와 학대를 용인하고 있다고 직접적으로 비판한다. 가정제는 해서의 비판에 매우 화가 나서 해서를 관직에서 해임시켰지만 해서는 가정제가 죽은 다음에 다시 관직에 오르게 된다.
이 연극은 송나라 시대의 학자의 이름이자 악비의 후원자였던 류몐즈(劉勉之, 유면지)라는 필명으로 출판되었다. 이 연극은 큰 성공을 거두었고 처음에는 마오쩌둥에 의해 극찬을 받았다. 그러나 중국의 정치 풍토가 변화하면서 연극은 나중에 혹독한 비판을 받게 된다.

## 정치적 의미
연극의 초연 이후에 평론가들은 펑더화이가 1959년에 열린 루산 회의에서 마오쩌둥의 대약진 운동을 비판한 것으로 해석하기 시작했다. 이 해석에 따르면 해서는 펑더화이이고 명나라 황제는 마오쩌둥이라고 한다. 펑더화이 자신도 이러한 해석에 동의했고 1962년에 마오쩌둥에게 보낸 서한에서 "나는 해서가 되고 싶습니다!"라고 밝혔다. 이에 대해 우한은 1959년 9월 21일에 《인민일보》에 게재된 평론 〈해서를 논함〉(論海瑞)을 통해 펑더화이는 중국 공산당과 마오쩌둥을 비판한 반동분자이기 때문에 해서와 같은 충신으로 볼 수 없다고 비판했다.
1965년에 해서가 펑더화이에 대한 풍자임을 확신한 마오쩌둥은 이 희곡의 작가인 우한을 비판함으로써 당내 주요 라이벌인 류샤오치 중국 국가주석을 제거하기 위한 장기적인 계획을 세웠다. 마오쩌둥은 우한을 노골적으로 비판하고 제거함으로써 류사오치의 가장 가까운 지지자 가운데 한 명이었던 자신의 상관인 펑전을 중국 공산당의 수뇌부에서 비판하고 제거하려는 궁극적인 의도를 계획했다.
문화대혁명이 시작되던 1966년에 야오원위안은 펑더화이의 입장을 동감적으로 묘사한 연극이 마오쩌둥 중국 공산당 중앙위원회 주석에 대한 공격이라는 해석을 바탕으로 연극을 비판하는 글을 실었다. 우한은 문화대혁명의 첫 희생자 가운데 한 명이 되었고 1969년에 감옥에서 사망했다.
우한이 숙청된 이후에 급진 마오쩌둥주의자들은 중국의 문화 기관에서 다른 "우파 인사들"을 빠르게 숙청했고 연극은 사대부가 그들의 정적들을 공격하는 도구가 되었다. 펑전과 류사오치도 우한의 뒤를 이어 숙청되면서 마오쩌둥의 정치적 목적을 달성하였다. 《해서파관》을 지은 극작가인 우한은 마오쩌둥 사망 직후인 1979년에 사후 복권되었다.

## 관련 작품
해서는 저우신팡(周信芳)이 쉬쓰옌(許思言)과 함께 집필한 희곡인 《해서상류》(海瑞上疏, "해서가 자신을 기념한다."는 뜻)의 소재이기도 했으며 1959년에 상하이 경극단이 공연을 열었다. 저우신팡도 문화대혁명 때 체포되어 박해를 당하다가 1975년에 사망했다.

## 참고 문헌
- Domes, Jurgen. Peng Te-huai: The Man and the Image, London: C. Hurst & Company. 1985. ISBN 0-905838-99-8.
- MacFarquhar, Roderick. The Politics of China: The Eras of Mao and Deng. Cambridge. 1997. p. 165.
- Rice, Edward E. Mao's Way. Berkeley: University of California Press. 1974. ISBN 0-520-02623-3.
- Teiwes, Frederick C. "Peng Dehuai and Mao Zedong". The Australian Journal of Chinese Affairs. University of Chicago Press. No. 16, July 1986. pp. 81–98. Retrieved February 10, 2012.
- Ansley, Clive. (1971). The Heresy of Wu Han: His Play "Hai Rui's Dismissal" and its Role in China's Cultural Revolution.Toronto: University of Toronto Press. ISBN 9781487596408